# Famille princière de Monaco

Armoiries de la famille princière de Monaco.

La famille princière monégasque est composée de membres considérés comme dynastes au sein de la famille du prince de Monaco, souverain de la principauté de Monaco.
Le prince souverain et l’ensemble de la famille appartiennent à la troisième branche de la maison Grimaldi qui est l'une des plus anciennes dynasties régnantes du monde (si l'on s'en tient à la traditionnelle définition agnatique de la maison régnante, la principauté de Monaco est passée à la famille de Goüyon en 1731 puis à la famille de Polignac en 1949). Cependant, les enfants des princesses Caroline et Stéphanie appartiennent aux familles Casiraghi et Ducruet.

## Membres actuels
Les membres actuels de la famille princière de Monaco sont :
- Albert II, prince souverain de Monaco ;
- Charlène, princesse consort de Monaco, épouse d'Albert II de Monaco :
  - Jacques, prince héréditaire de Monaco, marquis des Baux, fils d'Albert II de Monaco,
  - Gabriella, comtesse de Carladès, fille d'Albert II de Monaco  ;
- Caroline, princesse consort de Hanovre, sœur d'Albert II de Monaco ;
- Stéphanie, princesse de Monaco, sœur d'Albert II de Monaco.

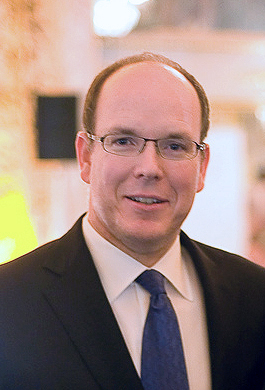
Albert II de Monaco
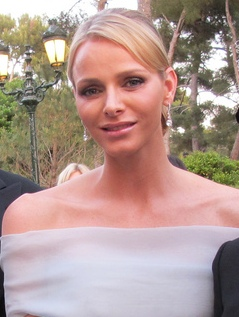
Charlène de Monaco
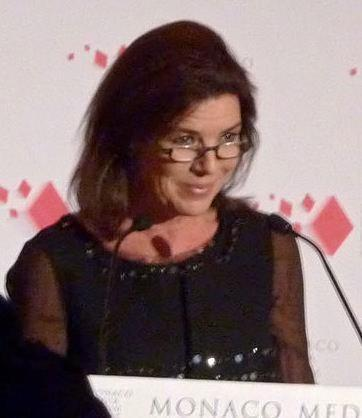
Caroline de Monaco
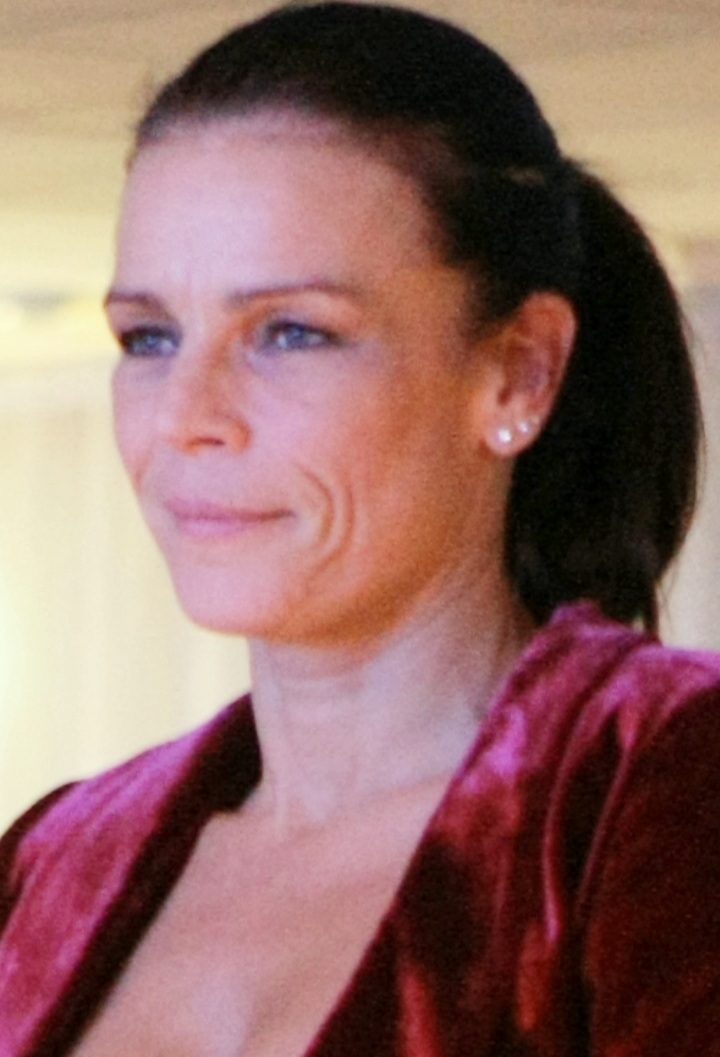
Stéphanie de Monaco

## Famille élargie
- Andrea Casiraghi, fils de Caroline de Monaco
- Tatiana Santo Domingo, épouse d'Andrea Casiraghi
  - Alexandre Casiraghi, fils d'Andrea Casiraghi
  - India Casiraghi, fille d'Andrea Casiraghi
  - Maximilian Casiraghi, fils d'Andrea Casiraghi
- Charlotte Casiraghi, fille de Caroline de Monaco
- Dimitri Rassam, époux de Charlotte Casiraghi
  - Raphaël Elmaleh, fils de Charlotte Casiraghi
  - Balthazar Rassam, fils de Charlotte Casiraghi
- Pierre Casiraghi, fils de Caroline de Monaco
- Beatrice Borromeo, épouse de Pierre Casiraghi
  - Stefano Casiraghi, fils de Pierre Casiraghi
  - Francesco Casiraghi, fils de Pierre Casiraghi
- Alexandra de Hanovre, fille de Caroline de Monaco
- Louis Ducruet, fils de Stéphanie de Monaco
- Marie Hoa Chevallier, épouse de Louis Ducruet
  - Victoire Ducruet, fille de Louis Ducruet
  - Constance Ducruet, fille de Louis Ducruet
- Pauline Ducruet, fille de Stéphanie de Monaco
- Camille Gottlieb, fille de Stéphanie de Monaco

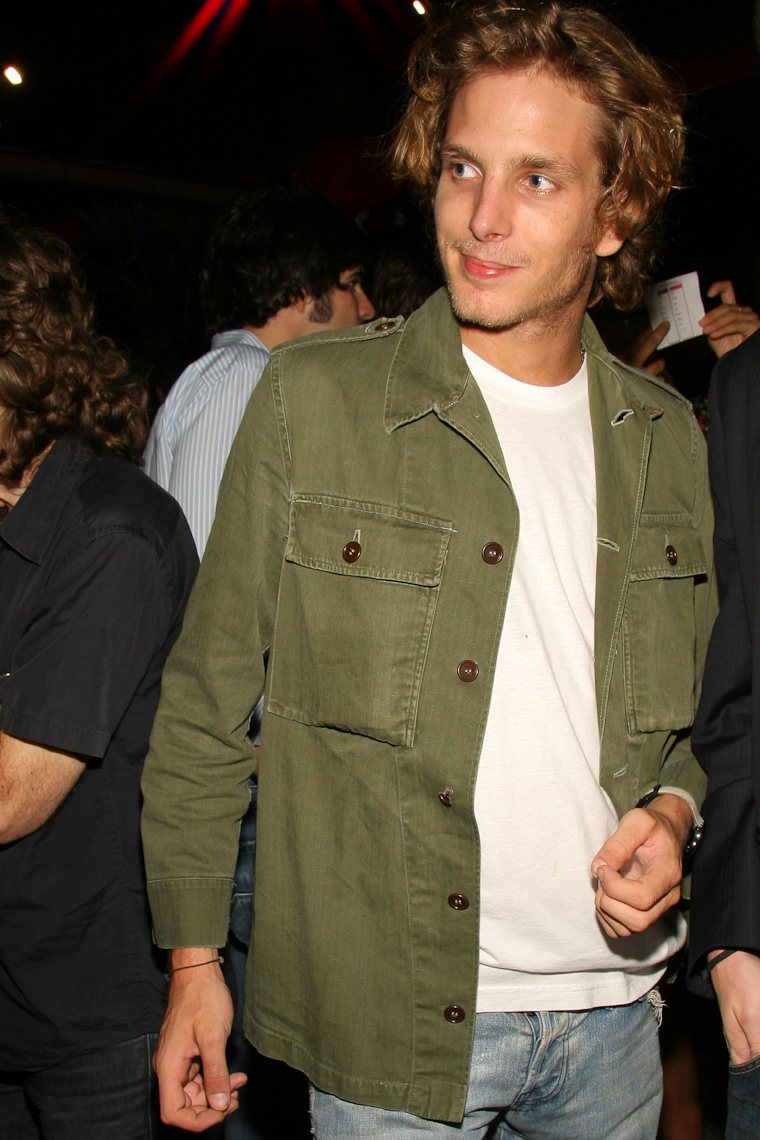
Andrea Casiraghi
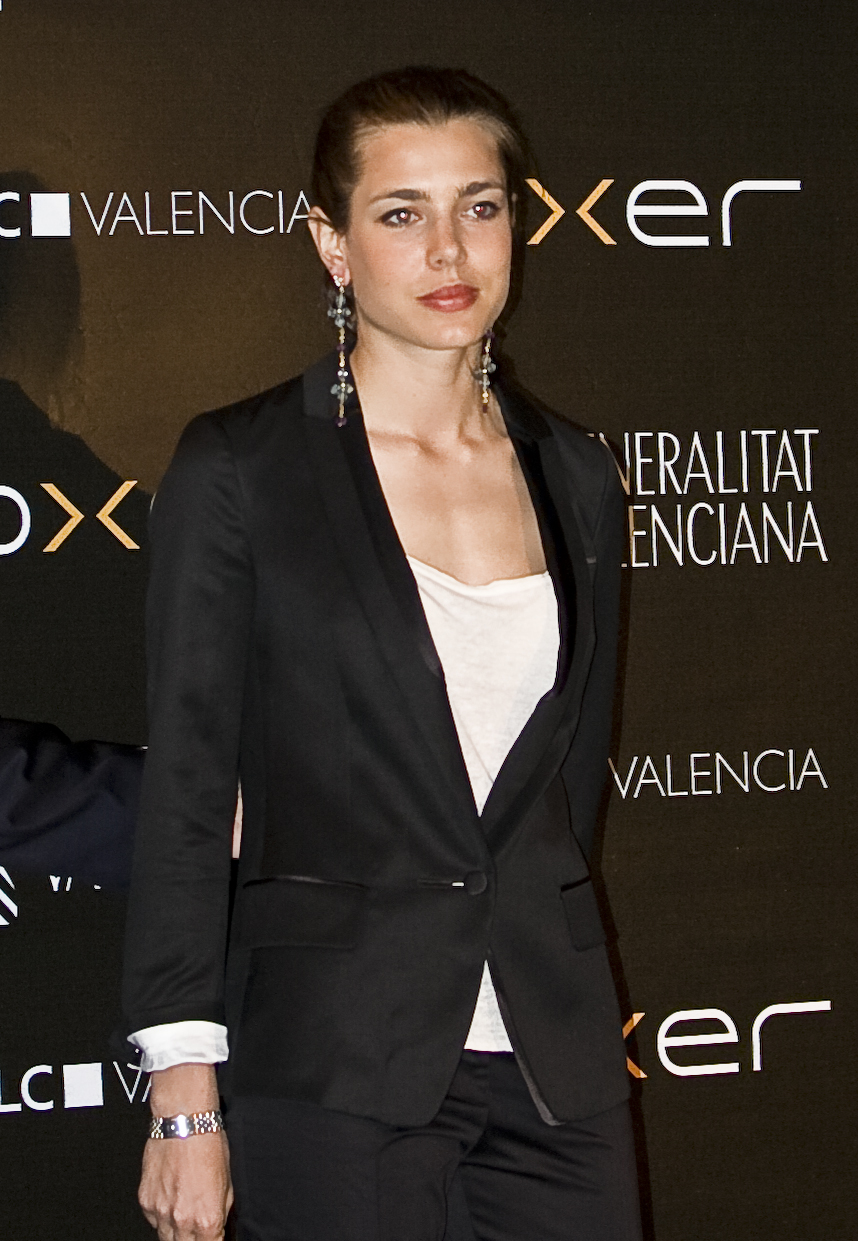
Charlotte Casiraghi
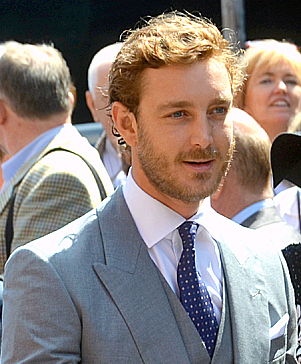
Pierre Casiraghi
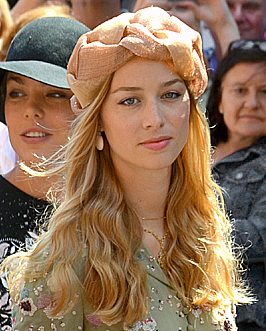
Beatrice Borromeo
Alexandra de Hanovre
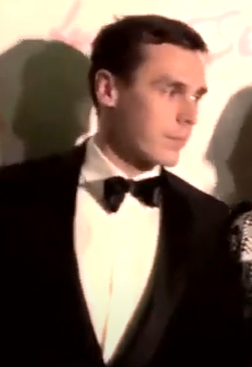
Louis Ducruet
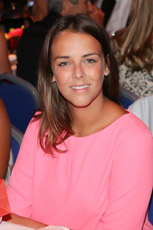
Pauline Ducruet